# 5826-os mellékút (Magyarország)
Az 5826-os mellékút egy közel 5 kilométeres hosszúságú, négy számjegyű mellékút Baranya vármegye területén; teljes hosszában Pécs határain belül húzódik, mint a vármegyeszékhely belső területeit déli-délnyugati irányból tehermentesítő útvonalak egyike.

## Nyomvonala
Az M60-as autópályának az 58-as főút keresztezésével alkotott Drávaszabolcs–Harkány–Pécs-csomópontjától néhány lépésre délre ágazik ki az utóbbi főútból, annak kevéssel a hetedik kilométere előtt, nyugati irányban; ugyanott ágazik ki az 58-asból az ellenkező irányban az 5716-os út, Pécsudvard felé. Kezdeti szakasza Időjós út néven húzódik a Déli Ipari Park mellett, majd a második kilométerét elhagyva északabbnak fordul; ugyanott kiágazik belőle dél felé az 58 146-os számú mellékút, mely Kökény központjába vezet.
Innen az út a Kökényi út nevet viselve folytatódik, 3,4 kilométer után áthalad egy körforgalmú csomóponton, amely egyben, 2021-es állapot szerint az M60-as nyugati végpontjának tekinthető (Pécs-nyugat csomópont). Ezután egészen északnak fordul, áthalad Péterpuszta településrészen, beletorkollik északkelet felől az 5827-es út, utolsó szűk egy kilométeres szakaszát pedig külterületek között teljesíti. Csemete átjáró néven. Az 5816-os útba beletorkollva ér véget, annak az 1+250-es kilométerszelvénye közelében.
Teljes hossza, az országos közutak térképes nyilvántartását szolgáló kira.kozut.hu adatbázisa szerint 4,752 kilométer.

## Története
A Kartográfiai Vállalat 1990-ben megjelentetett Magyarország autóatlaszának térképén nem azonosítható, így akkoriban a teljes hosszában valószínűleg még nem létezett, legfeljebb egyes szakaszai, a Kökényt Péccsel összekötő útvonal részeiként.